# Parti unité sociale-chrétienne

Le drapeau du Parti unité sociale-chrétienne.

Le Parti unité sociale-chrétienne (Partido Unidad Social Cristiana en espagnol, abrégé PUSC) est un parti politique costaricien démocrate-chrétien, de tendance néo-libérale.

## Liste des dirigeants

### Président
- Luis Manuel Chacón Jiménez (2000-2001)
- Rina Contreras López (2001-2002)
- Lorena Vásquez Badilla (2002-2006)
- Luis Fishman Zonzinski (2006-2010)
- Gerardo Vargas Rojas (2010-2014)
- Pedro Muñoz Fonseca (2014-2018)
- Randall Quirós Bustamante (depuis 2018)

### Secrétaire général
- Roberto Tovar Faja (1983-1987)
- Danilo Chaverri Soto (1990-1995)
- Lorena Vásquez Badilla (1996-1999)
- Carlos Palma Rodríguez (1999-2002)
- Jorge Sánchez Sibaja (2002-2006)
- Xinia Carvajal Salazar (2006-2008)
- Juan Ignacio Mata Centeno (2008-2010)
- William Alvarado Bogantes (2010-2014)
- Rodolfo Piza Rocafort (2014-2017)
- Pablo Heriberto Abarca Mora (2017-2018)
- Rosibel Ramos Madrigal (depuis 2018)

## Résultats électoraux

### Élections présidentielles
| Élection | Candidats                         | Premier tour | Premier tour | Second tour | Second tour | Résultats |
| Élection | Candidats                         | Voix         | %            | Voix        | %           | Résultats |
| -------- | --------------------------------- | ------------ | ------------ | ----------- | ----------- | --------- |
| 1986     | Rafael Ángel Calderón Fournier    | 542 434      | 45,8         |             |             | 2e        |
| 1990     | Rafael Ángel Calderón Fournier    | 694 589      | 46,2         |             |             | 1er       |
| 1994     | Miguel Ángel Rodríguez Echeverría | 711 328      | 47,74        |             |             | 2e        |
| 1998     | Miguel Ángel Rodríguez Echeverría | 652 160      | 46,9         |             |             | 1er       |
| 2002     | Abel Pacheco                      | 590 277      | 38,6         | 776 278     | 58,0        | 1er       |
| 2006     | Ricardo Toledo                    | 57 655       | 3,7          |             |             | 4e        |
| 2010     | Luis Fishman                      | 74 144       | 3,9          |             |             | 4e        |
| 2014     | Rodolfo Piza                      | 123 635      | 30,64        |             |             | 5e        |
| 2018     | Rodolfo Piza                      | 324 904      | 16,0         |             |             | 4e        |
| 2022     | Lineth Saborío Chaverri           | 259 767      | 12,4         |             |             | 5e        |

### Élections législatives
| Année | Assemblée législative | Assemblée législative | Assemblée législative |
| Année | Votes                 | %                     | Sièges                |
| ----- | --------------------- | --------------------- | --------------------- |
| 1986  | 277 998               | 29,1                  | 18 / 57               |
| 1990  | 617 478               | 46,2                  | 29 / 57               |
| 1994  | 595 802               | 40,4                  | 25 / 57               |
| 1998  | 569 792               | 41,2                  | 27 / 57               |
| 2002  | 453 201               | 29,8                  | 19 / 57               |
| 2006  | 126 284               | 7,8                   | 5 / 57                |
| 2010  | 155 047               | 8,2                   | 6 / 57                |
| 2014  | 205 257               | 10,0                  | 8 / 57                |
| 2018  | 312 367               | 14,6                  | 9 / 57                |
| 2022  | 236 969               | 11,4                  | 9 / 57                |